# Grand Prix Formule 1 van Groot-Brittannië 2013
De Grand Prix Formule 1 van Groot-Brittannië 2013 werd gehouden op 30 juni 2013 op het circuit van Silverstone. Het was de achtste race van het kampioenschap.

## Wedstrijdverslag

### Achtergrond

#### DRS-systeem
Voor het DRS-systeem werden twee DRS-zones gebruikt. De eerste zone lag op het rechte stuk (Wellington straight) tussen bocht 5 (Aintree) en bocht 6 (Brooklands), het detectiepunt voor deze zone bevond zich vlak voor bocht 3 (Village). De tweede zone lag op het rechte stuk (Hangar straight) tussen bocht 14 (Chapel) en bocht 15 (Stowe), het detectiepunt voor deze zone bevond zich vlak na bocht 10 (Maggots). De DRS gaat alleen open als een coureur zich op het detectiepunt binnen een seconde afstand van zijn voorganger bevindt.

### Kwalificatie
De poleposition ging naar Mercedes-rijder Lewis Hamilton, die daarmee zijn tweede pole van het seizoen behaalde. Naast hem op de eerste rij stond zijn teamgenoot Nico Rosberg. Op de tweede rij, respectievelijk derde en vierde, stonden Red Bull-rijders Sebastian Vettel en Mark Webber. Paul di Resta had zich als vijfde gekwalificeerd en op zes stond Daniel Ricciardo. Op de zevende startplaats stond de Force India-teamgenoot van Di Resta, Adrian Sutil. Plaatsen acht en negen waren voor Lotus-rijders Romain Grosjean en Kimi Räikkönen. Fernando Alonso sloot de top tien af.

Caterham-coureur Giedo van der Garde kreeg nog een straf ten gevolge het veroorzaken van een ongeval in de vorige race. Hij werd hiervoor bestraft met vijf gridplaatsen. Boven op die straf werd hij nog eens bestraft met vijf gridplaatsen voor het vervangen van zijn versnellingsbak.

Na afloop van de kwalificatie bleek de auto van Paul di Resta anderhalve kilo onder het minimumgewicht te zitten. Hierdoor werd hij voor straf teruggezet naar de laatste plaats op de grid. Maar omdat van der Garde een tweede straf kreeg, mocht Di Resta vertrekken vanaf plaats 21.

### Race
Na een spectaculair verlopen race, waarbij tot vier keer toe een rijder (Lewis Hamilton, Felipe Massa, Jean-Éric Vergne en Sergio Pérez) een klapband kreeg, won Nico Rosberg de race. Hiermee boekte hij zijn tweede overwinning van het seizoen. Mark Webber, die tweede werd en Fernando Alonso op de derde plaats maakten het podium compleet. Vroeg in de wedstrijd kreeg Lewis Hamilton, die op dat moment aan de leiding reed, een klapband. Hierdoor moest hij een ongeplande pitsstop maken, waardoor hij als allerlaatste terug op de baan kwam. Na een inhaalrace, daarbij geholpen door een safetycar-fase van tien ronden (noodzakelijk om de resten van een van genoemde klapbanden op te ruimen) behaalde hij toch nog een vierde plaats.
Op de vijfde plaats eindigde Kimi Räikkönen. Als zesde en zevende finishten Felipe Massa en Adrian Sutil, voor Daniel Ricciardo die als achtste de finishlijn passeerde. Op de negende plaats, ook na een inhaalrace door een straf die hij had opgelopen na de kwalificatie, eindigde Paul di Resta. Het laatste punt ging naar Nico Hülkenberg in zijn Sauber.
Lange tijd leek Sebastian Vettel naar de overwinning te kunnen rijden, maar hij kreeg problemen met de versnellingsbak van zijn auto en moest opgeven in de 42ste ronde.

## Vrije trainingen
- Er wordt enkel de top 5 weergegeven.

| Vrije training 1 | Pos | No | Coureur           | Constructeur            | Tijd     |
| ---------------- | --- | -- | ----------------- | ----------------------- | -------- |
| Vrije training 1 | 1   | 19 | Daniel Ricciardo  | STR-Ferrari             | 1:54.249 |
| Vrije training 1 | 2   | 11 | Nico Hulkenberg   | Force India-Mercedes    | 1:55.033 |
| Vrije training 1 | 3   | 16 | Pastor Maldonado  | Williams-Renault        | 1:55.354 |
| Vrije training 1 | 4   | 10 | Lewis Hamilton    | Mercedes                | 1:55.458 |
| Vrije training 1 | 5   | 12 | Esteban Gutierrez | Sauber-Ferrari          | 1:55.825 |
| Vrije training 2 | Pos | No | Coureur           | Constructeur            | Tijd     |
| Vrije training 2 | 1   | 9  | Nico Rosberg      | Mercedes                | 1:32.248 |
| Vrije training 2 | 2   | 2  | Mark Webber       | Red Bull Racing-Renault | 1:32.547 |
| Vrije training 2 | 3   | 1  | Sebastian Vettel  | Red Bull Racing-Renault | 1:32.680 |
| Vrije training 2 | 4   | 14 | Paul di Resta     | Force India-Mercedes    | 1:32.832 |
| Vrije training 2 | 5   | 10 | Lewis Hamilton    | Mercedes                | 1:32.911 |
| Vrije training 3 | Pos | No | Coureur           | Constructeur            | Tijd     |
| Vrije training 3 | 1   | 9  | Nico Rosberg      | Mercedes                | 1:31.487 |
| Vrije training 3 | 2   | 10 | Lewis Hamilton    | Mercedes                | 1:31.633 |
| Vrije training 3 | 3   | 1  | Sebastian Vettel  | Red Bull Racing-Renault | 1:32.037 |
| Vrije training 3 | 4   | 2  | Mark Webber       | Red Bull Racing-Renault | 1:32.078 |
| Vrije training 3 | 5   | 8  | Romain Grosjean   | Lotus-Renault           | 1:32.391 |

Testcoureurs: geen

## Kwalificatie
| Pos                 | No | Coureur             | Constructeur            | Q1       | Q2       | Q3       | Grid |
| ------------------- | -- | ------------------- | ----------------------- | -------- | -------- | -------- | ---- |
| 1                   | 10 | Lewis Hamilton      | Mercedes                | 1:30.995 | 1:31.224 | 1:29.607 | 1    |
| 2                   | 9  | Nico Rosberg        | Mercedes                | 1:31.355 | 1:31.028 | 1:30.059 | 2    |
| 3                   | 1  | Sebastian Vettel    | Red Bull Racing-Renault | 1:31.559 | 1:30.990 | 1:30.211 | 3    |
| 4                   | 2  | Mark Webber         | Red Bull Racing-Renault | 1:31.605 | 1:31.002 | 1:30.220 | 4    |
| 5                   | 14 | Paul di Resta       | Force India-Mercedes    | 1:32.062 | 1:31.291 | 1:30.736 | 21   |
| 6                   | 19 | Daniel Ricciardo    | STR-Ferrari             | 1:32.097 | 1:31.182 | 1:30.757 | 5    |
| 7                   | 15 | Adrian Sutil        | Force India-Mercedes    | 1:32.002 | 1:31.097 | 1:30.908 | 6    |
| 8                   | 8  | Romain Grosjean     | Lotus-Renault           | 1:31.466 | 1:31.530 | 1:30.955 | 7    |
| 9                   | 7  | Kimi Räikkönen      | Lotus-Renault           | 1:31.400 | 1:31.592 | 1:30.962 | 8    |
| 10                  | 3  | Fernando Alonso     | Ferrari                 | 1:32.266 | 1:31.387 | 1:30.979 | 9    |
| 11                  | 5  | Jenson Button       | McLaren-Mercedes        | 1:31.979 | 1:31.649 |          | 10   |
| 12                  | 4  | Felipe Massa        | Ferrari                 | 1:32.241 | 1:31.779 |          | 11   |
| 13                  | 18 | Jean-Éric Vergne    | STR-Ferrari             | 1:32.105 | 1:31.785 |          | 12   |
| 14                  | 6  | Sergio Pérez        | McLaren-Mercedes        | 1:31.953 | 1:32.082 |          | 13   |
| 15                  | 11 | Nico Hülkenberg     | Sauber-Ferrari          | 1:32.168 | 1:32.211 |          | 14   |
| 16                  | 16 | Pastor Maldonado    | Williams-Renault        | 1:32.512 | 1:32.359 |          | 15   |
| 17                  | 17 | Valtteri Bottas     | Williams-Renault        | 1:32.664 |          |          | 16   |
| 18                  | 12 | Esteban Gutiérrez   | Sauber-Ferrari          | 1:32.666 |          |          | 17   |
| 19                  | 20 | Charles Pic         | Caterham-Renault        | 1:33.866 |          |          | 18   |
| 20                  | 22 | Jules Bianchi       | Marussia-Cosworth       | 1:34.108 |          |          | 19   |
| 21                  | 21 | Giedo van der Garde | Caterham-Renault        | 1:35.481 |          |          | 22   |
| 22                  | 23 | Max Chilton         | Marussia-Cosworth       | 1:35.858 |          |          | 20   |
| 107% tijd: 1:37.364 |    |                     |                         |          |          |          |      |

## Race
| Pos | No | Coureur             | Constructeur            | Rondes | Tijd/Oorzaak uitval  | Grid | Punten |
| --- | -- | ------------------- | ----------------------- | ------ | -------------------- | ---- | ------ |
| 1   | 9  | Nico Rosberg        | Mercedes                | 52     | 1:32:59.456          | 2    | 25     |
| 2   | 2  | Mark Webber         | Red Bull Racing-Renault | 52     | +0.765               | 4    | 18     |
| 3   | 3  | Fernando Alonso     | Ferrari                 | 52     | +7.124               | 9    | 15     |
| 4   | 10 | Lewis Hamilton      | Mercedes                | 52     | +7.756               | 1    | 12     |
| 5   | 7  | Kimi Räikkönen      | Lotus-Renault           | 52     | +11.257              | 8    | 10     |
| 6   | 4  | Felipe Massa        | Ferrari                 | 52     | +14.573              | 11   | 8      |
| 7   | 15 | Adrian Sutil        | Force India-Mercedes    | 52     | +16.335              | 6    | 6      |
| 8   | 19 | Daniel Ricciardo    | STR-Ferrari             | 52     | +16.543              | 5    | 4      |
| 9   | 14 | Paul di Resta       | Force India-Mercedes    | 52     | +17.943              | 21   | 2      |
| 10  | 11 | Nico Hülkenberg     | Sauber-Ferrari          | 52     | +19.709              | 14   | 1      |
| 11  | 16 | Pastor Maldonado    | Williams-Renault        | 52     | +21.135              | 15   |        |
| 12  | 17 | Valtteri Bottas     | Williams-Renault        | 52     | +25.094              | 16   |        |
| 13  | 5  | Jenson Button       | McLaren-Mercedes        | 52     | +25.969              | 10   |        |
| 14  | 12 | Esteban Gutiérrez   | Sauber-Ferrari          | 52     | +26.285              | 17   |        |
| 15  | 20 | Charles Pic         | Caterham-Renault        | 52     | +31.613              | 18   |        |
| 16  | 22 | Jules Bianchi       | Marussia-Cosworth       | 52     | +36.097              | 19   |        |
| 17  | 23 | Max Chilton         | Marussia-Cosworth       | 52     | +1:07.660            | 20   |        |
| 18  | 21 | Giedo van der Garde | Caterham-Renault        | 52     | +1:07.759            | 22   |        |
| 19  | 8  | Romain Grosjean     | Lotus-Renault           | 51     | Versnellingsbak      | 7    |        |
| 20  | 6  | Sergio Pérez        | McLaren-Mercedes        | 46     | Schade door klapband | 13   |        |
| DNF | 1  | Sebastian Vettel    | Red Bull Racing-Renault | 41     | Versnellingsbak      | 3    |        |
| DNF | 18 | Jean-Éric Vergne    | STR-Ferrari             | 35     | Schade door klapband | 12   |        |

## Standen na de Grand Prix
- Er wordt enkel de top 5 weergegeven.

| Positie | Nummer | Rijder           | Team                    | Punten |
| ------- | ------ | ---------------- | ----------------------- | ------ |
| 1 ()    | 1      | Sebastian Vettel | Red Bull Racing-Renault | 132    |
| 2 ()    | 3      | Fernando Alonso  | Ferrari                 | 111    |
| 3 ()    | 7      | Kimi Räikkönen   | Lotus-Renault           | 98     |
| 4 ()    | 10     | Lewis Hamilton   | Mercedes                | 89     |
| 5 ()    | 2      | Mark Webber      | Red Bull Racing-Renault | 87     |

| Positie | Nummers | Team                    | Rijders                        | Punten |
| ------- | ------- | ----------------------- | ------------------------------ | ------ |
| 1 ()    | 1 2     | Red Bull Racing-Renault | Sebastian Vettel Mark Webber   | 219    |
| 2 (1)   | 9 10    | Mercedes                | Nico Rosberg Lewis Hamilton    | 171    |
| 3 (1)   | 3 4     | Ferrari                 | Fernando Alonso Felipe Massa   | 168    |
| 4 ()    | 7 8     | Lotus-Renault           | Kimi Räikkönen Romain Grosjean | 124    |
| 5 ()    | 14 15   | Force India-Mercedes    | Paul di Resta Adrian Sutil     | 59     |